# Fuchsia andrei
Fuchsia andrei är en dunörtsväxtart som beskrevs av Ivan Murray Johnston. Fuchsia andrei ingår i släktet fuchsior, och familjen dunörtsväxter. Inga underarter finns listade i Catalogue of Life.